# 파트랄레카
파트랄레카(힌디어: पत्रलेखा, 영어: Patralekha, 1990년 2월 20일 ~ )는 인도의 배우이다.